# M/S Kanholmen
M/S Kanholmen är ett svenskt passagerarfartyg, som trafikerar Saltsjön i Stockholm för Rederiaktiebolaget Ballerina, framför allt linjen Sjövägen.
M/S Kanholmen byggdes 1963 på Storviks Mekaniske Verksted i Kristiansund i Norge som Solskjel. År 1981 bytte båten namn till M/S Bjorøy. År 1984 började båten trafikera Stockholms skärgård och renoverades, varvid bildäcket togs bort och antalet passagerare utökades från 80 till 148. Båten fick namnet M/S Kanholmen. Sedan 2013 seglar hon på linjen Sjövägen i Stockholm.
Kanholmen byggdes om 2019 då skrovet förlängdes med cirka 2,42 m.

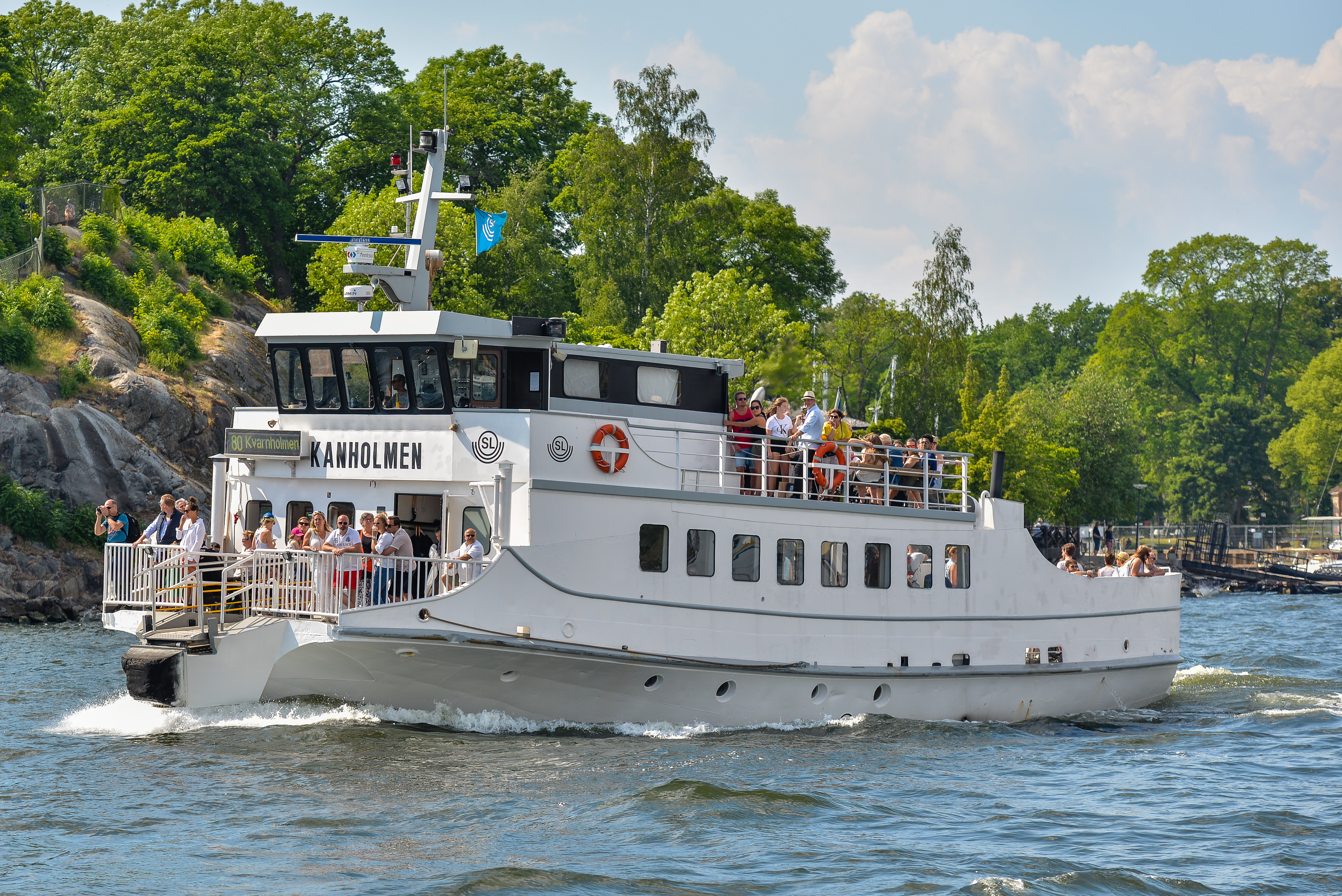
Kanholmen 2018 innan skrovet förlängdes.